# Ptilodactyla wittei
Ptilodactyla wittei is een keversoort uit de familie Ptilodactylidae. De wetenschappelijke naam van de soort is voor het eerst geldig gepubliceerd in 1950 door Pic.